# Karl Vilhelm Palm
Karl Vilhelm Magnus Palm, född 17 september 1860 i Maria Magdalena församling, Stockholm, död 21 augusti 1909 i Borgholm, var en svensk väg- och vattenbyggnadsingenjör. Han var gift med Amy Palm. 
Palm avlade mogenhetsexamen 1880, blev elev vid Kungliga Tekniska högskolan samma år och avlade avgångsexamen 1884. Han var biträdande ingenjör vid statsbanebyggnaden Kilafors–Söderhamn 1884 och vid Stockholms stads ingenjörskontor 1884–1998; biträdande stadsingenjör i Stockholm 1898 och vice stadsingenjör där från 1899.